# Flitzer (Achterbahnmodell)
Flitzer ist die Bezeichnung eines Stahlachterbahnmodells des Herstellers Zierer Rides, welche erstmals 1970 ausgeliefert wurde. Sie ist die erste Achterbahn des Herstellers, wobei die erste Auslieferung an den kanadischen Freizeitpark Crystal Beach ging. Neben den Auslieferungen an verschiedene Freizeitparks weltweit, wurde die Anlage auch an Schausteller ausgeliefert.
Das Achterbahnmodell besitzt einzelne Wagen, in denen zwei Personen hintereinander Platz nehmen können.

## Standorte
| Achterbahn                                       | Betreiber                                                                              | Land                                       | Eröffnung                          | Schließung                      | K.                                                                |
| ------------------------------------------------ | -------------------------------------------------------------------------------------- | ------------------------------------------ | ---------------------------------- | ------------------------------- | ----------------------------------------------------------------- |
| Barracuda Flitzer La Course                      | Jolly Roger Amusement Park Jenkinson’s Boardwalk La Ronde                              | Vereinigte Staaten Kanada                  | 4. Juni 2019 1992 1972 oder früher | 2018 1976 oder später           | 38.358138888889 -75.075916666667 40.090888888889 -74.037805555556 |
| Flitzer                                          | Barry Island Pleasure Park                                                             | Vereinigtes Königreich                     | 1984                               | 1988                            |                                                                   |
| Flitzer                                          | Crystal Beach                                                                          | Kanada                                     | 1974                               | zwischen 1974 und 1989          | 42.861138888889 -79.059666666667                                  |
| Flitzer                                          | Familienpark Sottrum                                                                   | Deutschland                                | 1982 oder später                   | zwischen 1982 und 1985          |                                                                   |
| Flitzer                                          | Frontier City                                                                          | Vereinigte Staaten                         | 1974                               | unbekannt                       |                                                                   |
| Flitzer                                          | Jolly Roger at the Pier                                                                | Vereinigte Staaten                         | 1982–1983                          | 1984 oder später                |                                                                   |
| Flitzer                                          | Meli Park Heysel                                                                       | Belgien                                    | unbekannt                          | unbekannt                       |                                                                   |
| Flitzer                                          | Morey’s Piers                                                                          | Vereinigte Staaten                         | 1983                               | 30. September 2018              | 38.989333333333 -74.80325                                         |
| Flitzer                                          | Playland Park                                                                          | Vereinigte Staaten                         | 1980                               | unbekannt                       |                                                                   |
| Flitzer                                          | Playland’s Castaway Cove                                                               | Vereinigte Staaten                         | 1994                               | 2015                            | 39.2745 -74.574333333333                                          |
| Flitzer unbekannter Name                         | Wonder Island Future World                                                             | Russland Thailand                          | 2003 unbekannt                     | 2007–2009 unbekannt             | 59.972 30.255805555556                                            |
| Flitzer                                          | York’s Wild Kingdom                                                                    | Vereinigte Staaten                         | 1991                               | 1998                            |                                                                   |
| Racing                                           | Plopsaland De Panne                                                                    | Belgien                                    | 1980er Jahre                       | 1990er Jahre                    |                                                                   |
| Racing                                           | Jolly Roger Amusement Park                                                             | Vereinigte Staaten                         | 2007                               | 2007                            | 38.358527777778 -75.076638888889                                  |
| Silver Mine Mäuseachterbahn Rioolrat Der Flitzer | Freizeitpark Plohn Spielerei Rheda-Wiedenbrück Avonturenpark Hellendoorn Adventureland | Deutschland Niederlande Vereinigte Staaten | 2000 1996 1991 1974                | 31. Oktober 2017 1999 1995 1990 | 50.565638888889 12.398833333333 41.653666666667 -93.499222222222  |
| Speed Track                                      | Rand Show                                                                              | Südafrika                                  | 2014                               | 2021                            | -26.24425 27.977611111111                                         |
| unbekannter Name Racing                          | Böhmischer Prater Dyrehavsbakken                                                       | Österreich Dänemark                        | nicht eröffnet 1972                | 2020                            | 48.16625 16.401111111111 55.776138888889 12.572638888889          |